# Tvärflöjt
Tvärflöjt eller traversflöjt är ett träblåsinstrument. Denna artikel handlar dels om instrumentgruppen tvärflöjter och dels om gruppens vanligaste medlem, som kallas just tvärflöjt eller, inom klassisk musik, endast flöjt.  Termen traversflöjt (engelska transverse flute, italienska traverso eller flauto traverso) används vanligen som ett samlande begrepp för äldre typer av tvärflöjter, exempelvis från renässansen, barocken eller den klassiska perioden.

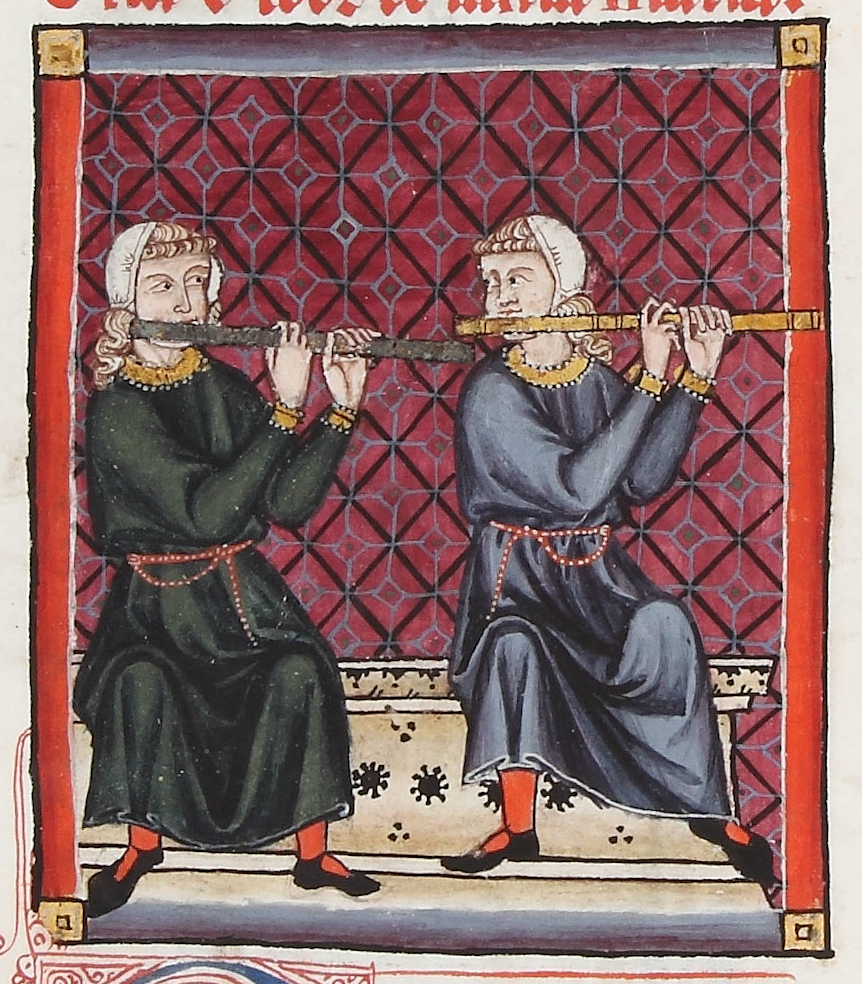
Illustration från ett manuskript Cantigas de Santa Maria, det vill säga sånger till Jungfru Maria. Manuskriptet, som är från 1221–1284, är en av de största samlingarna av sånger från medeltiden.

## Historik
De äldsta tvärflöjterna är från 800-talet f.Kr. och förekom i Kina och Japan. Tvärflöjterna var inte speciellt välutvecklade, utan användes troligen för signalering.
Fram till 1600-talet användes tvärflöjter inom det militära i Europa. På 1600- och 1700-talen genomgick instrumentet en hel del förändringar. Bland annat blev tvärflöjten tre- eller fyrdelad och fick bättre klang. Men det var först när Theobald Böhm år 1847 byggde en cylindrisk tvärflöjt med hävarmar och klaffar som tonerna blev helt rena.

## Allmänt om tvärflöjter
Tvärflöjter räknas till kategorin träblåsinstrument även om de idag ofta tillverkas i metall. Liksom andra flöjtinstrument, men till skillnad från de flesta andra träblåsinstrument, saknar de rörblad. De hålls horisontellt och blåses från sidan. Tonen bildas av en stående svängande luftpelare. För att förlänga luftpelaren och ändra tonhöjden stängs flöjtens hål till. Historiskt har dessa hål täckts med spelarens fingrar, men på 1700-talet utvecklades ett system med olika klaffar eller klaffkombinationer för att nå alla hål. Det färdiga klaffsystemet, som först utvecklades för tvärflöjten, kallas böhmsystemet och används idag på många moderna träblåsinstrument.
I klassisk musik från slutet av 1700-talet och senare är tvärflöjter den dominerande flöjttypen. I äldre musik är även blockflöjter vanliga. 

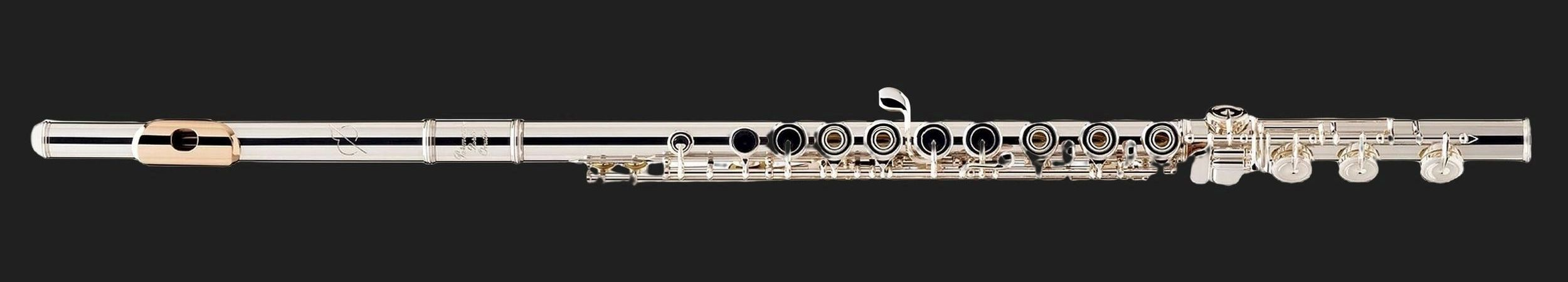
Tvärflöjt i metall och med klaffar system Böhm.

## Olika storlekar

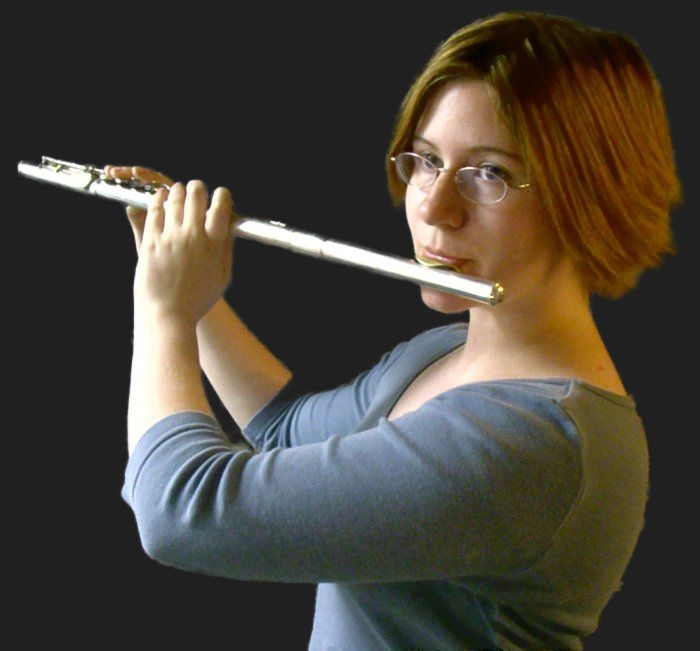
Vanliga (högervända) tvärflöjter spelas med flöjten i rät vinkel åt höger och högerhanden ytterst.

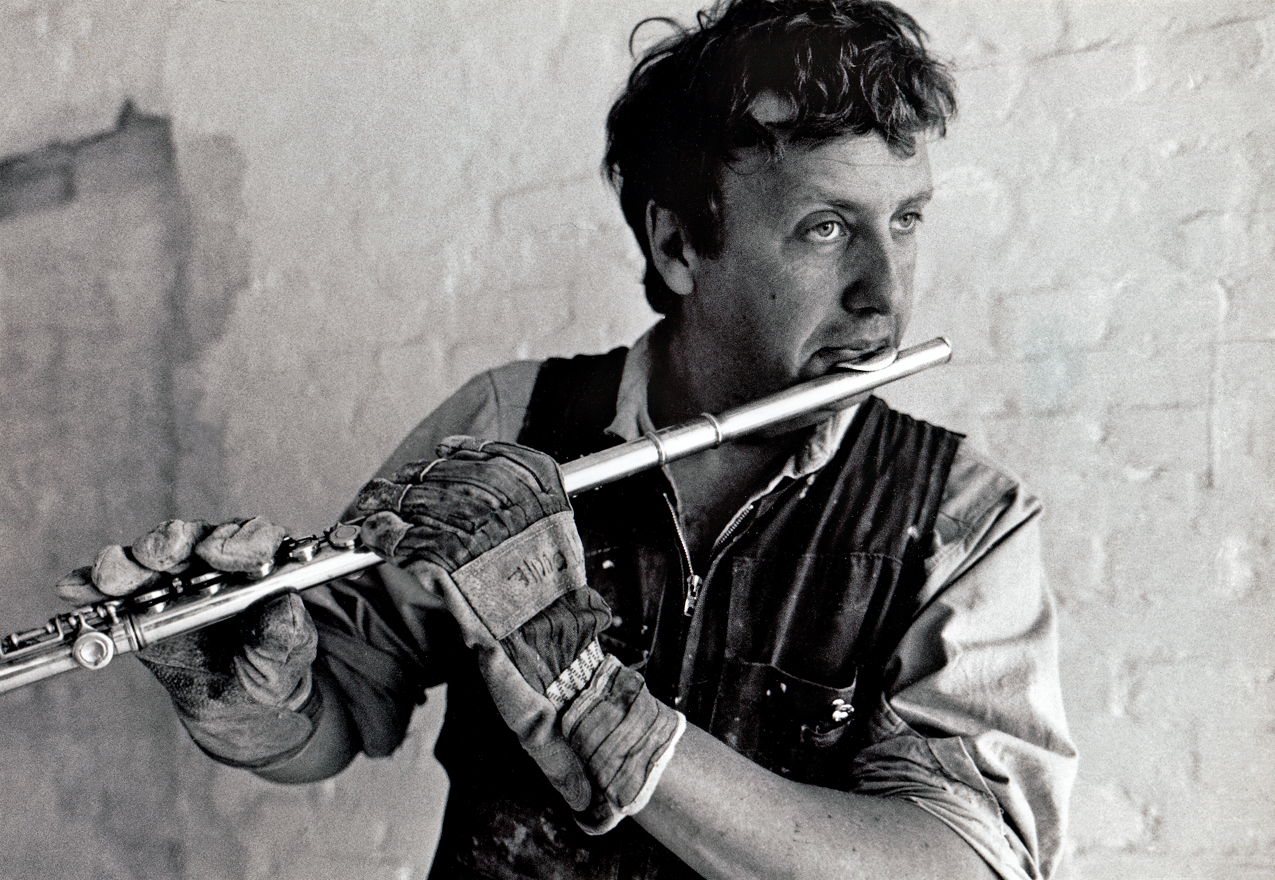
En hantverkare tar en paus i arbetet och spelar på sin tvärflöjt.

Det finns fyra vanliga medlemmar i tvärflöjtsfamiljen. Den vanligaste (se nedan), är ett instrument i sopranläge. Ännu högre tonomfång har piccolaflöjten. Djupare instrument är altflöjten och basflöjten. Ännu djupare tvärflöjter än basflöjten har byggts, men deras användning är mycket begränsad. Alt- och basflöjterna är däremot ganska flitigt använda, dels i flöjtensemble, dels som karaktärsfulla soloinstrument.

## Den vanliga tvärflöjten
Flöjten består av tre separata delar som monteras ihop före spelning:
- ett munstycke med läpplatta
- en lång mellandel där de flesta klaffarna sitter
- en fot

Det normala tonomfånget är c1–d4. Tonerna c#4 och d4 används sparsamt. Moderna flöjter för professionellt bruk har vanligtvis en förlängd fot med en extra klaff, en så kallad h-fot, som gör det möjligt att spela h0, en halvton lägre än den normala lägsta tonen. Detta h förekommer i viss musik från 1900-talet. Högre toner än d4 kan frambringas av vissa flöjtister.
Äldre tiders flöjter var alltid gjorda i trä, vilket förekommer även idag även om moderna flöjter oftast är gjorda av silver eller försilvrat nysilver. Det finns också flöjter av guld eller platina, samt även av kolfiber. Som folkinstrument är tvärflöjter med en mindre uppsättning klaffar än de moderna flöjterna vanliga exempelvis i Skandinavien och på Irland.

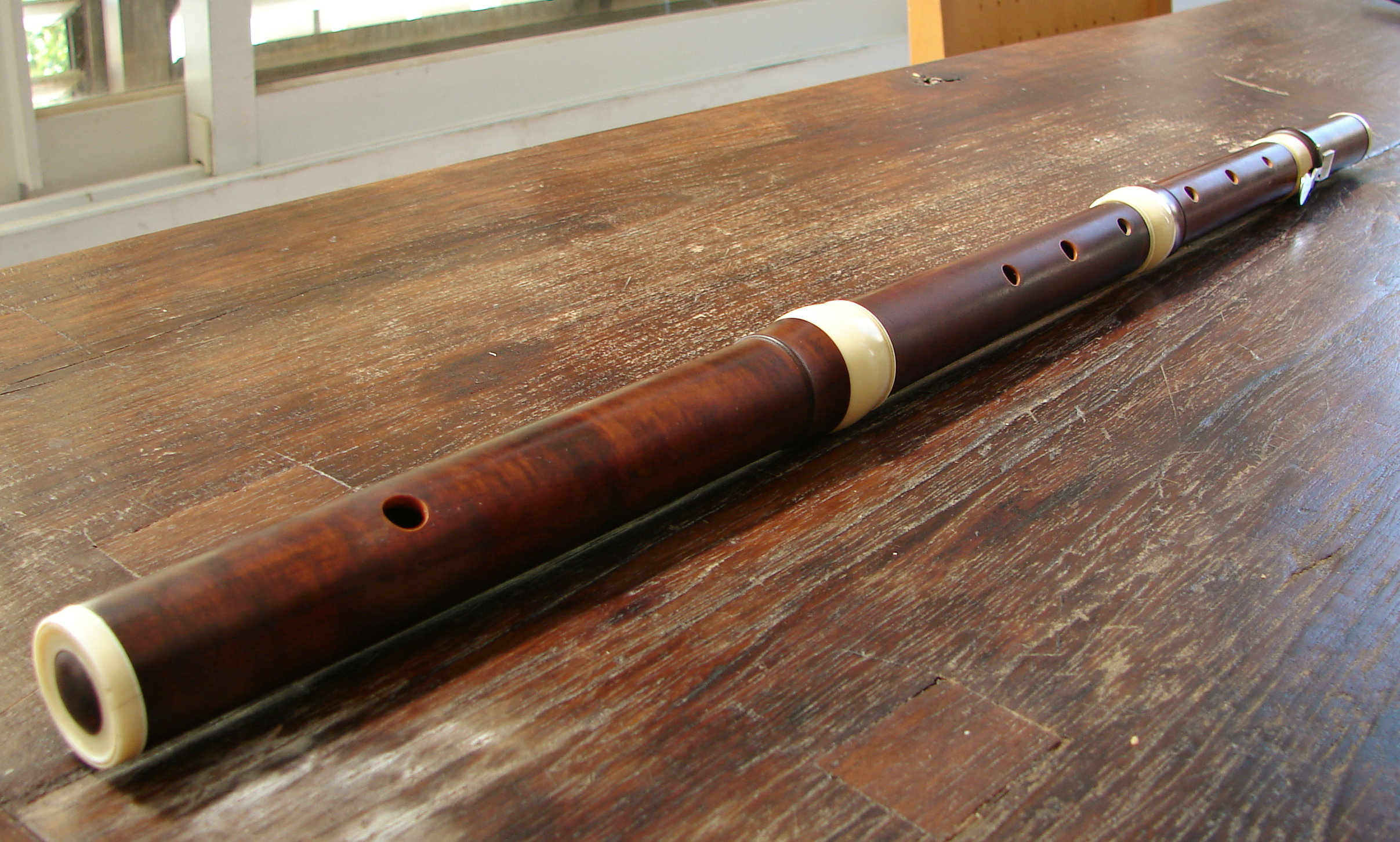
Barocktravers av trä i fyra delar med en klaff.

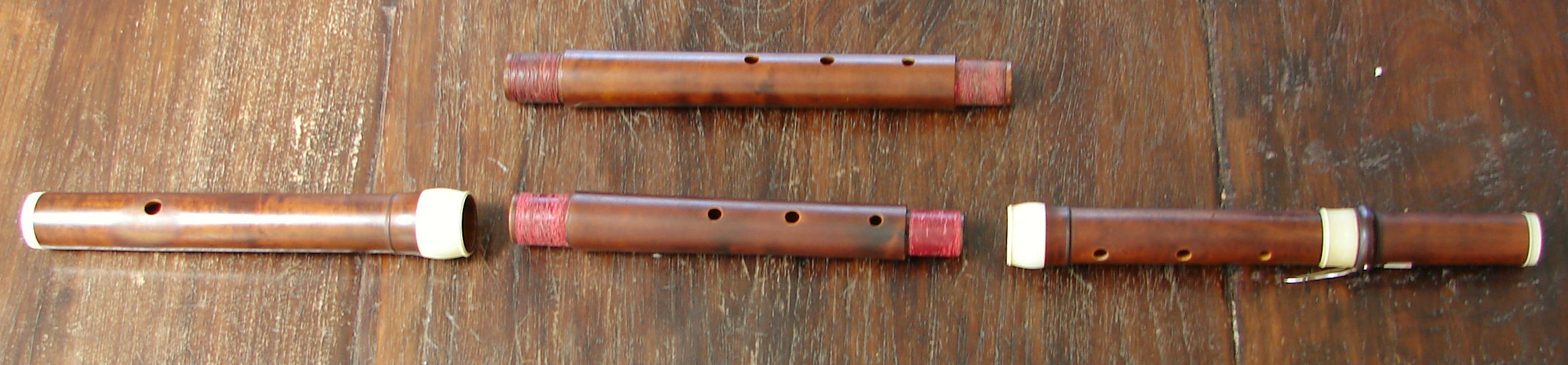
Traversflöjt av Boaz Berney, efter ett original av Thomas Lot, Paris ca. 1740, med extra mellanstycke använt för att kunna spela en halv ton lägre (från A=415Hz till A=392Hz).

## Traversflöjten

### Material, konstruktion m.m.
Traversflöjterna, även de nytillverkade kopiorna av äldre instrument, är vanligen tillverkade av trä. Ursprungliga traversflöjter kunde vara tillverkade av buxbom, ebenholts och elfenben. Till nytillverkade kopior av äldre traversflöjter brukar man använda buxbom eller grenadilleträ.
Jämfört med den moderna tvärflöjten kännetecknas traversflöjten av att den har färre klaffar. Traversflöjter från renässansen har inga klaffar alls, har cylindrisk borrning och består oftast av en eller två delar. Traversflöjter från barocken har oftast endast en klaff (för höger lillfinger), har konisk borrning och består ofta av fyra delar (jämför tvärflöjten som brukar bestå av tre delar), där en av delarna (den som man spelar med vänster hand) kan vara utbytbar (fr. corps de rechange) för att därigenom kunna anpassa traversflöjten efter stämningen på andra instrument (t.ex. A 400, A 405, A 410, A 412,5, A 415, A 420, A 435). Traversflöjter från tidig barock består ofta av endast tre delar.
Traversflöjter från den klassiska perioden kan ha fler klaffar. Mot slutet av 1700-talet uppkom ett flertal olika konstruktioner med olika klaffar och kombinationer. Utvecklingen ledde till den moderna tvärflöjten som från 1830-talet utvecklades av Theobald Boem.
Jämförd med den moderna tvärflöjten klingar traversflöjten svagare och mjukare. Frånvaron av klaffar och mekanik medför att greppen blir lite annorlunda och att tonerna klingar olika både i styrka och frekvens. Vissa tonarter ligger spelmässigt och musikaliskt bättre till för traversflöjten, t.ex. D-dur, G-dur, A-dur samt e-moll, h-moll och fiss-moll.

### Kända förlagor
Nytillverkade traversflöjter tillverkas ofta med äldre modeller som förlagor. Bland kända förlagor kan nämnas instrument tillverkade av:

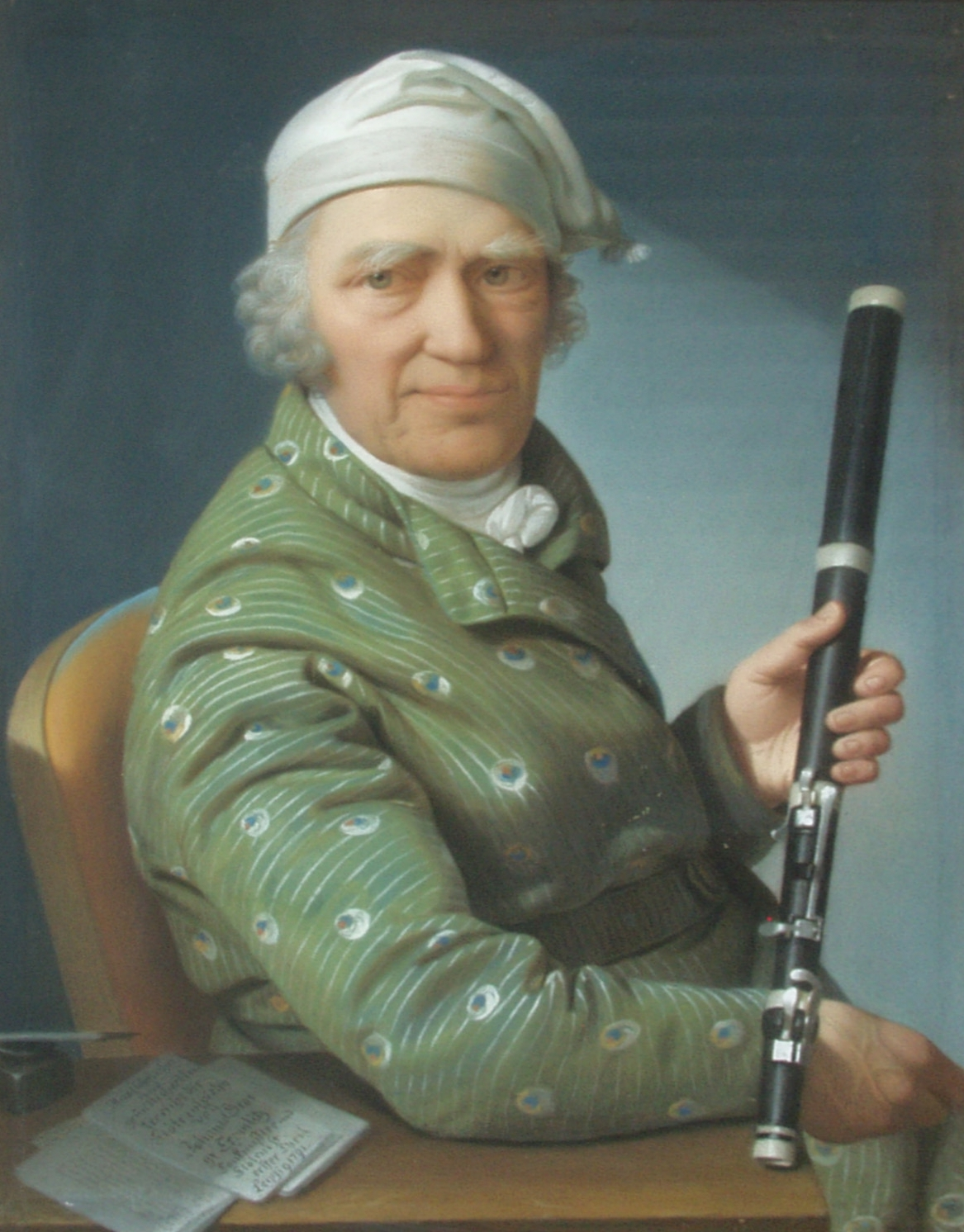
Johann George Tromlitz. Porträtt målat av Daniel Caffé.

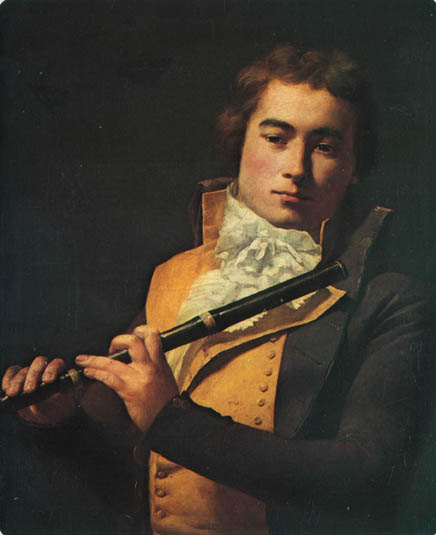
François Devienne. Porträtt målat av Jacques-Louis David.

·     I.H. Rottenburgh (1672-1765)
·     G.A. Rottenburgh (1709-1790)
·     A. Grenser (1720-1807)
·     Jacob Denner (1681-1735)

### Kända flöjtister från äldre tid
- Jacques-Martin Hotteterre (1674 –1763), fransk flöjtist och kompositör. Är författare till L'Art de préluder sur la flûte traversière som publicerades 1719. Det var den första flöjtskolan i Europa och användes flitigt.
- Johann Joachim Quantz (1697–1773), tysk flöjtist, flöjttillverkare och kompositör. Skrev 1752 den mycket kända läroboken i traversflöjtspel Versuch einer Anweisung die Flöte traversiere zu spielen.[6]
- Fredrik II av Preussen (Fredrik den store) (1712-1786), kung av Preussen. Hade Quantz som lärare. Komponerade själv musik för traversflöjt.
- Johann George Tromlitz (1725-1805), tysk flöjttist, flöjttillverkare, pedagog och kompositör. Är författare till Ausführlicher und gründlicher Unterricht die Flöte zu spielen som gavs ut 1791.[7]
- François Devienne (1759-1803), fransk flöjtist, pedagog och kompositör. Skrev 1793 Méthode de flûte théorique et pratique.

## Bilder

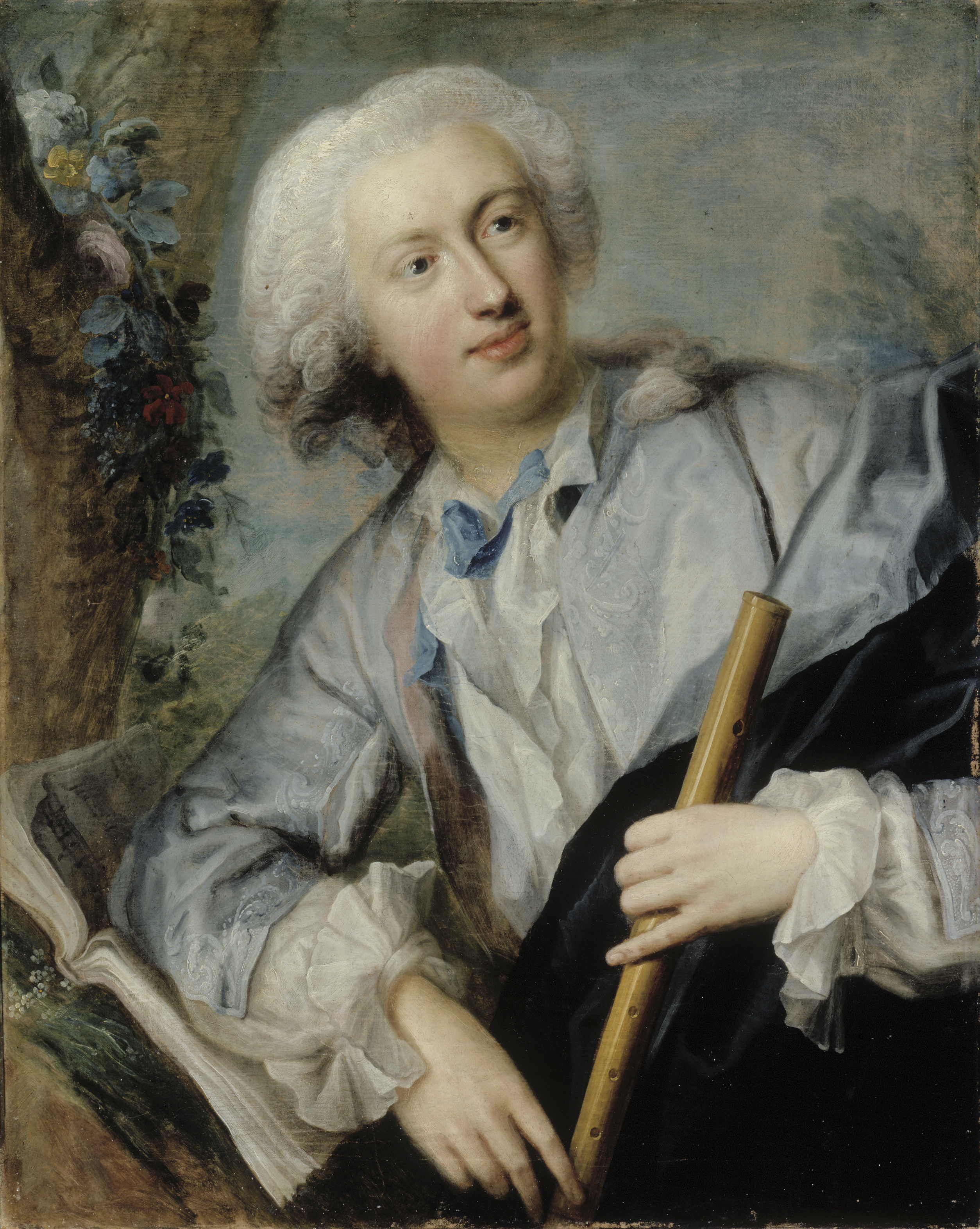
Lorens Pasch, den äldre (1702−1766) - Flöjtspelaren.
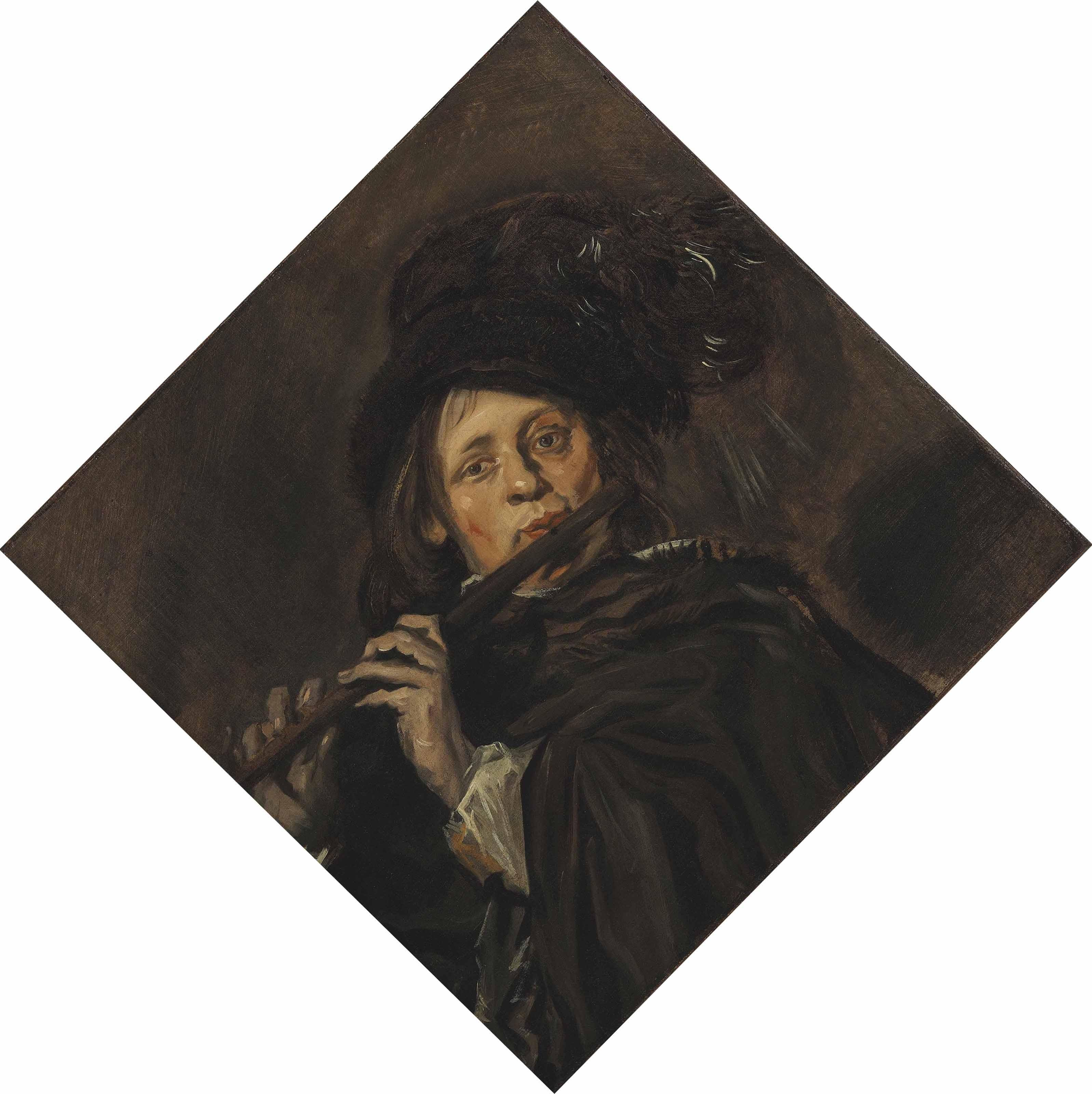
Efter Frans Hals - flöjtspelaren - 1645.
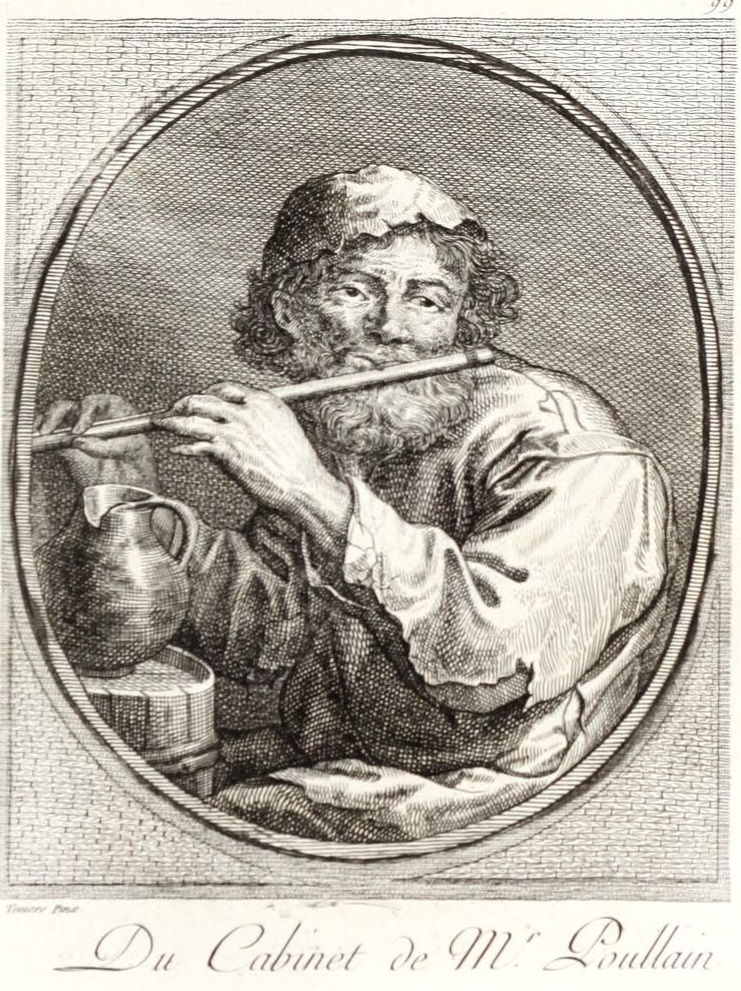
Teniers - Flöjtspelaren.